# コングスベルグ・コルト
コングスベルグ・コルト（Kongsberg Colt）は、ノルウェーのコングスベルグ兵器廠（Kongsberg Vaapenfabrikk, コングスベルグ・グループの前身）によって製造されたM1911拳銃の通称である。

## 歴史
1893年、ノルウェー軍は全軍の標準拳銃として、ナガン・リボルバーをM/1893の制式名称で採用した。ナガン・リボルバーは、長らく制式拳銃として使用されていたが、1904年になると後継拳銃の選定が始まった。1911年、選定委員会は.38ACP弾を使用するコルトM1902拳銃の採用を決定し、試験運用のためにロンドンのコルト社代理店から25丁を購入した。しかし、まもなくしてアメリカ軍が新型の45口径拳銃M1911を採用した事を受けて、選定委員会は追加でM1911の評価を行う事にした。1913年1月、M1911がノルウェーに届く。そして、1914年初頭までの評価試験を通じて、選定委員会は1914年8月にM1911の制式採用を決定し、M/1914の制式名称を与えた。1914年9月には、ベルギーのFN社とノルウェー当局がノルウェー国内での生産を認める契約を交わし、コングスベルグ兵器廠における生産が始まった。

## 生産
コングスベルグ兵器廠が生産していたM/1914は、細部を除きM1911とまったく同一の製品であった。ただし、生産開始は採用よりも遅れ、アメリカからの直接輸入も平行して行われていた。例えば、1915年には400丁が海軍によって、1917年には300丁以上が陸軍によって購入されている。この頃、1丁あたりの値段は18.50米ドルだったという。
1916年、採用から2年遅れてコングスベルグ兵器廠が生産を開始した。1917年までに100丁の製造が命じられていたが、最終的に製造されたのは95丁であった。また、これらには誤って11.25 m/m AUT. PISTOL M/1912.と刻印されていた。この「M/1912」の製造番号は1-95まで存在する。製造番号1は「Govermment Models」の著者"Goddard Bady"が保有しており、製造番号2はノルウェー軍事博物館に展示されていたが、1978年に盗み出されて行方不明である。
1918年、コングスベルグ兵器廠による量産が始まる。この際、スライドストップの大型化などいくつかの改良が加えられ、在庫分にも同等の改修が施された。この改良案そのものは1916年から存在していたが、1918年まで再設計が完了しなかった。以後の生産分では刻印が11.25 m/m AUT. PISTOL M/1914.に訂正された。M/1912と刻印されたものも、ほとんどは改修の際にスライドの交換を受けた。その後も生産が続けられたが、1932年-1939年にはおよそ871丁の生産に留まった。なお、1940年までの総生産数は22,300丁である。
ナチス・ドイツ占領下のノルウェーでは、Pistole 657(n)としてコングスベルグ・コルトの生産が続けられた。1945年、ドイツ陸軍兵器局承認を意味するWaA84の生産記号が刻印されたものが920丁のみ生産された。この刻印が刻まれたのは1945年3月29日に製造された製造番号29615からノルウェー解放直前の1945年5月5日に製造された製造番号30534までのコングスベルグ・コルトであり、実戦で使用されたものは無かった。
最終的にドイツ占領下では製造番号22312から製造番号30534まで8200丁のコングスベルグ・コルトが生産された。この多くはノルウェー陸軍によって接収され、また、700丁は海軍が接収した。占領下の年度毎の生産数を以下に示す。
- 1940年：50丁
- 1941年：4,099丁
- 1942年：3,154丁
- 1945年：920丁

1943年-1944年までは、クラッグ・ヨルゲンセン・ライフルの生産が優先されたためにコングスベルグ・コルトは生産されていない。戦後も1947年までは在庫部品の組み立てによる製造が続けられ、最後に確認された生産番号は32854だった。

## コレクター市場
銃器コレクター市場では、希少価値から人気のある拳銃で、1987年にはアメリカのコレクター向けにアメリカ製の部品によって再現されたコングスベルグ・コルトが20丁のみ再生産された。また、多くの偽コングスベルグ・コルトが流通しているが、多くは製造番号や製造年度、兵器局マークの有無などを照らし合わせる事で容易に区別されるという。
コングスベルグ・コルトの中でもモトパッケ・コルト（Matpakke-Colt）、すなわち弁当箱コルトと呼ばれるものは希少品とされる。これは、第二次世界大戦中のレジスタンス勢力が軍需工場の労働者を抱き込んで密造したノルウェー製コルトの総称で、製造番号などの刻印が無かったり表面の仕上げが荒い事が多いとされる。兵器局マークがあるものはいずれも人気があり、特に生産数の少ない1945年生産型の人気が高いという。また、製造番号1-95のいわゆるM/1912は、最も希少なコングスベルグ・コルトである。